# Heterogamus scriptipennis
Heterogamus scriptipennis är en stekelart som beskrevs av Günther Enderlein 1920. Heterogamus scriptipennis ingår i släktet Heterogamus och familjen bracksteklar. Inga underarter finns listade i Catalogue of Life.